# Liste der Naturdenkmale in Reinhardtsdorf-Schöna
Die Liste der Naturdenkmale in Reinhardtsdorf-Schöna nennt die Naturdenkmale in Reinhardtsdorf-Schöna im sächsischen Landkreis Sächsische Schweiz-Osterzgebirge.

## Definition
„Naturdenkmäler sind rechtsverbindlich festgesetzte Einzelschöpfungen der Natur oder entsprechende Flächen bis zu fünf Hektar, deren besonderer Schutz erforderlich ist
1. aus wissenschaftlichen, naturgeschichtlichen oder landeskundlichen Gründen oder
2. wegen ihrer Seltenheit, Eigenart oder Schönheit.“

„§ 18 – Naturdenkmäler – (zu § 28 BNatSchG)
(1) Die Erklärung nach § 22 Abs. 1 BNatSchG von Teilen von Natur und Landschaft als Naturdenkmal erfolgt durch Rechtsverordnung oder Einzelanordnung.
(2) Über § 28 Abs. 1 BNatSchG hinaus können Naturdenkmäler zur Sicherung von Lebensgemeinschaften oder Lebensstätten von im Bestand gefährdeten oder streng geschützten Arten festgesetzt werden.“

## Liste
Link zu einem Kartenansichtstool, um Koordinaten zu setzen.
| Bild            | Bezeichnung                        | Lage                               | Beschreibung | Datum | Nummer  |
| --------------- | ---------------------------------- | ---------------------------------- | ------------ | ----- | ------- |
| Fotos hochladen | Teichsteinbrüche                   | (50° 52′ 8″ N, 14° 13′ 47,7″ O)    |              |       | SSZ 012 |
| BW              | Große Höhle am Großen Zschirnstein | (50° 51′ 24,7″ N, 14° 10′ 37,2″ O) |              |       | SSZ 022 |
| BW              | Oberer Krippenbach                 | (50° 52′ 8,5″ N, 14° 8′ 25,4″ O)   |              |       | SSZ 044 |

Das Nummernschema des Landkreises unterscheidet
- Einzelnaturdenkmal = Kleinbuchstaben (ssz 001 Winterlinde in Neustadt; …)
- Flächennaturdenkmal = Großbuchstaben (SSZ 001 Erlpeterquelle Pirna; …)